# Aston Martin DBS V12
Aston Martin DBS V12 je sportovní automobil britského výrobce Aston Martin, vyráběný v letech 2007–2012.
Představen byl v roce 2007 na Pebble Beach Concours d'Elegance. Technicky typ DBS V12 vychází z modelu DBR9. Pohání jej šestilitrový dvanáctiválec o výkonu 380 kW. Mělo být vyrobeno pouhých 300 vozů. Vůz byl hlavním automobilem Jamese Bonda ve filmech Casino Royale a Quantum of Solace.

## Design a technické řešení
DBS zdědilo lepené hliníkové šasi i šestilitrový dvanáctiválec po modelu DB9, ale obojí bylo vyladěno tak, aby odpovídalo jeho extrémnějšímu charakteru. Motor má v sání druhou větev, která umožňuje snadnější „dýchání“ ve vysokých otáčkách, zatímco samostatné tvary potrubí byly přepracovány tak, aby přivedly do motoru více vzduchu. Výsledkem je podstatný nárůst výkonu, ze 450 koní v 6000 ot./min. až na 517 koní v 6500 ot./min. Maximální točivý moment zůstává na hodnotě 570 Nm, ale přichází později, až v 5750 ot./min. namísto dřívějších 5000 ot./min. Karbonové panely karoserie a keramické brzdy navíc snížily prázdnou hmotnost DBS o 65 kg ve srovnání s DB9, takže motor má při akceleraci o trochu méně práce. Nicméně došlo i k zásadním úpravám podvozku. Šasi těží nejen ze speciálního nastavení pružin a stabilizátorů, ale také ze širšího rozchodu – a co je nejdůležitější, z adaptivních tlumičů, které se automaticky nebo na přání přepínají mezi sportovním a komfortním režimem (v pěti krocích). Brzdy využívají karbon namísto oceli a jsou obrovské (398 mm vpředu oproti pouhým 355 mm u DB9). Z uvedených důvodů DBS potřebuje dvacetipalcové ráfky namísto standardních devatenáctek na DB9.

### Karbon
DBS je první silniční Aston Martin, v jehož konstrukci má významný podíl karbon, a využívá technologie vyzkoušené při konstrukci a stavbě DBR9 a DBRS9 GT. Ale zatímco závodní modely jsou kompletně pokryty karbonovými panely, DBS tento drahý, ale lehký a pevný materiál využívá „jen“ na víku kufru, předních blatnících, kapotě a části kolem dveří. Aston tvrdí, že díky těmto dílům váží DBS o 30 kilogramů méně, než by tomu bylo s hliníkovými panely. Karbon je také důležitou součásti keramického brzdového systému, který nejen zajišťuje mohutný brzdný účinek, ale omezuje také neodpruženou hmotnost a významných 12,5 kg.

### Interiér
Aston má ke svým interiérům zvláštní přístup, který vás patrně nadchne, nebo znechutí, záleží jen na vkusu a prioritách majitele. Ti, kteří mají raději okázalé věci, budou v nebi, protože je tu spousta šperků. Pokud vám však jde spíše o funkčnost, vyletí vám krevní tlak vzhůru i ve chvíli, kdy se pokusíte najít cílovou adresu na příšerné prehistorické navigaci (z Volva). Na středovém panelu najdete spoustu tlačítek, ukrytých za masivní, ošklivou řadicí pákou. I když si na její chod nakonec zvyknete, obávám se, že dříve skončíte v hrobě, než jí začnete ovládat alespoň trochu intuitivně. Pozice za volantem je ovšem skvělá a díky velkému rychloměru a indikátoru přeřazení vám ani tolik nebude vadit špatná čitelnost přístrojů. Volant, podélně i výškově nastavitelný, má pro takové auto správný průměr – i když jeho věnec je na můj vkus příliš tenký. Odpor pedálů je nastaven perfektně, jen plyn má poněkud dlouhý chod.V zadní části kabiny, odkud zmizela sedadla, najdete dvojici prázdných skořápek, což Aston Martinu umožňuje označovat DBS (poněkud nesmyslně) jako 2+0. Je to ale vítaný doplněk k zavazadlovému prostoru, který je široký, ale ne příliš dlouhý a poněkud mělký.

### Výkony
Když se podíváte na model DBS, jste v pokušení brát ho jen jako DB9, pečlivě připravený na nejdůležitější pracovní pohovor v jeho životě. Ten pocit však zmizí ve chvíli, kdy najdete kus prázdné silnice a necháte posílený dvanáctiválec předvést, co v něm je. Když se budete řídit srovnáním výkonové hmotnosti, nabízí DB9 poměr 256 koní na tunu, zatím co DBS má koní více než 300, což ho řadí mezi opravdu vážně míněné supersporty. Nic si tedy nedělejte z toho, že maximální rychlost je jen o 6 km/h vyšší než u DB9, protože to je čistě výsledkem zvýšeného přítlaku. Namísto toho se soustřeďte na skutečnost, že se i přes nevýhody koncepce s motorem vpředu a pohonem zadních kol dokáže DBS rozjet z místa na 160 km/h za 8,7 s a cestou překoná prvních 100 km/h za 4,2 s. A to je v ostrém kontrastu s typem DB9, který potřebuje celých 11,3 s. Bledne dokonce i starý Vanquish –  s časem 4,6 sekundy z nuly na 100 km/h  a 10,1 sekundy z nuly na 160 km/h. Ferrari 599 GTB i Lamborghini Muciérlago LP 640 jsou schopné dosáhnout stovky okolo tří a půl sekundy a stošedesátky pod osm, ale v jiné lize se pohybují nejen výkony, ale i cenou. Aston zůstává okouzlující i ve chvíli, když se podíváte mimo suchá čísla. Přes očividně mohutný vrchol točivého momentu je tu solidní zátah dostupný už od 2500 ot./min., který naléhavě roste až do momentu, kdy o čtyři tisíce později dosáhne maxima. A co je ještě lepší, dvanáctiválec pod kapotou astonů nezněl za posledních devět let nikdy tak dobře. Bohatý a hrdelní řev ve středních otáčkách, který se vyvine v naléhavý průbojný ryk, když se přiblížíte omezovači v 6900 ot./min. Každý decibel je přesně takový, v jaký za volantem Astonu z 21. století doufáte. A i když bude rozhodně mít i své kritiky, velmi se mi líbila jednoduchá šestistupňová převodovka. Od má první jízdy s manuální DB9 byl rozhodně lépe sladěn přenos síly od převodovky Graziano, umístěné u zadní nápravy.  Spolu s lehkou, avšak progresivní spojkou, kratším stálým převodem a rychlým, přesným pohybem řadicí páky jde o perfektní systém.

### Celkový počet vyrobených vozů
- 2007: 300 ks (Kupé, Manuální převodovka)
- 2008: 500 ks (Kupé, Manuální převodovka)
- 2009: 700 ks (500–Kupé [300 Manuální, 200 Automatická], 200–Volante [50 Manuální, 150 Automatická])
- 2010: 800 ks (400–Kupé [  40 Manuální, 360 Automatická], 400–Volante [20 Manuální, 380 Automatická])
- 2011: 800 ks (400–Kupé [  40 Manuální, 360 Automatická], 400–Volante [20 Manuální, 380 Automatická])
- 2012: 285 ks (140–Kupé [  14 Manuální, 126 Automatická], 145–Volante [  5 Manuální, 140 Automatická])

Celkem: 3385 ks DBS, z nichž je 2240 ks Kupé (1194–Manuální převodovka, 1046–Automatická převodovka) a 1145 ks Volante (95–Manuální převodovka, 1050–Automatická převodovka).